# Pokémon HeartGold i SoulSilver
Pokémon HeartGold (jap. ポケットモンスター ハートゴールド Poketto Monsutā Hātogōrudo) i Pokémon SoulSilver (jap. ポケットモンスター ソウルシルバー Poketto Monsutā Sōrushirubā) – japońskie komputerowe gry fabularne wyprodukowane przez Game Freak i wydane przez Nintendo. Należą do serii gier Pokémon i ukazały się w wersji na konsolę Nintendo DS. Premiera w Japonii odbyła się 12 września 2009, w Ameryce Północnej 14 marca 2010, a w Europie 26 marca 2010. Są to poprawione remaki gier komputerowych Pokémon Gold i Silver, wydanych na Game Boy Color w 1999. 
HeartGold i SoulSilver osiągnęły komercyjny sukces w Japonii, gdzie sprzedano około 1,5 miliona sztuk, w ciągu dwóch pierwszych dni od ich wydania. Wstępny odbiór gier był pozytywny.

## Mechanika
Podobnie jak w Pokémon Yellow, HeartGold i SoulSilver umożliwiają graczowi na podróżowanie po świecie gry wraz ze swoim Pokémonem. Dzięki temu gracz może z nim rozmawiać, a czasami zbierać też różne przedmioty.
Do gier dodawany jest Poké Walker, pedometr kształtem przypominający Poké Ball, który może połączyć się z konsolą poprzez podczerwień, a w którym gracz może "trzymać" swojego Pokémona. Noszenie w nim Pokémona zwiększa jego doświadczenie i szczęście, a gracz zdobywa też wirtualne pieniądze, które może wykorzystać w grze.

## Odbiór
W odpowiedzi na wiadomość potwierdzającą prace nad grami HeartGold i SoulSilver, w internecie pojawiło się mnóstwo reakcji i komentarzy ze strony fanów. Jack DeVries, redaktor serwisu IGN, uznał, że głównym powodem dla stworzenia gier jest ich kompatybilność z grami Pokémon Diamond i Pearl, co pozwoli graczom na zbieranie starych gatunków Pokémonów, które były niedostępne w nowych grach. Wyraził on także sceptycyzm, że nowe tytuły mogą dorównać jakością oryginałom. Japoński magazyn Famitsu przyznał remake'om łączny wynik 37 na 40 punktów, w oparciu o cztery pojedyncze opinie i oceny (kolejno: 9, 10, 9 i 9). Recenzenci chwalili gry szczególnie za utrzymania jakości, którą charakteryzowały się ich oryginały.
W Japonii sprzedano łącznie 1 480 980 sztuk tych gier w ciągu dwóch pierwszych dni od premiery. 18 grudnia 2009 liczba ta wyniosła 3 228 000 egzemplarzy.